# Imeneo
Imeneo (títol original en italià, en català Imeneo), Händel-Werke-Verzeichnis 41, és una obra dramaticomusical en tres actes composta  per Georg Friedrich Händel sobre un llibret en italià de Silvio Stampiglia. Es va estrenar el 22 de novembre de 1740 al Lincoln's Inn Fields de Camden. Va rebre una altra actuació el 13 de desembre. A continuació, Händel va revisar la partitura i aquesta versió revisada va rebre actuacions de concerts a Dublín els dies 24 i 31 de març de 1742.